# 新姆林斯克
49°52′55″N 37°44′0″E / 49.88194°N 37.73333°E
新姆林斯克（烏克蘭語：Новомлинськ）是位於烏克蘭東部的村莊，由哈爾科夫州庫皮揚斯克區的德沃里奇纳市镇負責管轄。該村始建於1900年，面積0.14平方公里，海拔高度83米，2020年人口12，人口密度每平方公里113.5人。